# Conny Nimmersjö
Conny Nimmersjö, född 1967 i Ängelholm, är en svensk musiker.
Conny Nimmersjö är uppvuxen i Södertälje och bosatt i Stockholm. Han är mest känd som gitarrist i Bob hund, Bergman Rock och KC BABY. 
I oktober 2007 debuterade Conny Nimmersjö som soloartist med albumet Skörheten och oljudet (Dust Music). Skivan möttes av positiva recensioner och Nimmersjö följde upp den med dels en turné med eget band, dels ensam som förband till Irya Gmeyner. Som liveartist skedde den egentliga debuten i eget namn den 16 juni 2007, då Nimmersjö uppträdde på restaurang Snövit i Stockholm som en av akterna i Ringvägenfestivalen. En andra soloskiva, Tänk, nyss var här så trevligt, släpptes 2015 på skivbolaget Novoton. Även detta album följdes av en turné, där Bob hunds trummis Christian Gabel fanns med i kompbandet.
Sedan 2017 har Conny Nimmersjö bandet KC BABY tillsammans med Kajsa Magnarsson. Duon gav 2018 ut albumet Lila blå på skivbolaget Fanfar!.
Dessutom har Nimmersjö regelbundet varit turné- och studiomusiker med bland andra Joakim Thåström och Pelle Ossler. Han har även medverkat på skivor med Pugh Rogefeldt (tillsammans med bob hunds andra gitarrist John Essing), And The Lefthanded, Sonic Negroes och The Gmeyner. I slutet av 1980-talet var Conny Nimmersjö med i bandet Pärlfiskarna, tillsammans med bland annat Henrik Franzén (Grisen Skriker) och möbeldesignern Mats Theselius. Tillsammans med Ossler spelade Nimmersjö gitarr under Thåströms turné 2006.

## Diskografi
Som soloartist:
- Skörheten och oljudet (Dust Music), CD, 2007
- Tänk, nyss var här så trevligt (Novoton), CD och LP, 2015

Som producent:
- And The Lefthanded: In The Kingdom of Shadows (Lefta Records), CD, 2004

Som medverkande musiker:
- Enhänta Bödlar: Lychgate Threnody (Selbstmord Organisation), kassettalbum, 1983
- Pärlfiskarna: Herr Hattman (Todd Tasker), 7", 1987
- Pugh Rogefeldt: Maraton (Metronome), CD, 1999
- The Gmeyner: Angel (Byker Wall), CD:s, 2004
- Pelle Ossler: Krank (Dust Music), CD, 2005
- Thåström: Skebokvarnsv. 209 (Sonet), CD, 2005
- Irya Gmeyner: The Basement Takes (Byker Wall), CD, 2007
- Pelle Ossler: Ett brus (ST4T), CD, 2008
- Thåström: Kärlek är för dom (Sonet), CD, 2009
- MOA: Do You Want Me, Death? (Fill in the blank Records), CD, 2010
- Mattias Alkberg: Anarkist (Teg Publishing), CD, 2011
- Thåström: Beväpna dig med vingar (Razzia), CD, 2012